# Susanne Kablitz

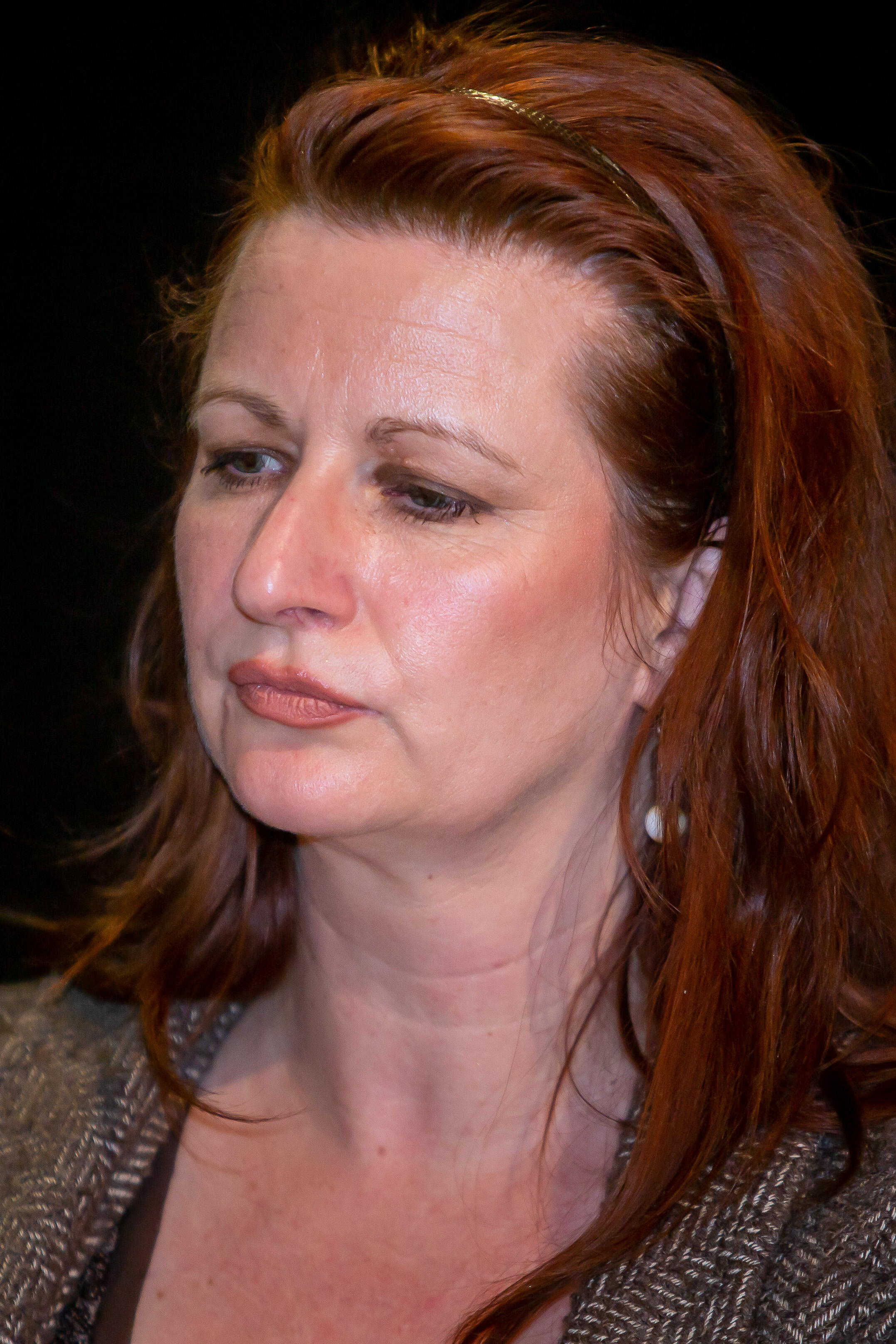
Susanne Kablitz (2014)

Susanne Kablitz (* 8. Februar 1970 in Bielefeld; † 11. Februar 2017) war eine deutsche Politikerin und bis 9. November 2014 Bundesvorsitzende der Partei der Vernunft (PDV).

## Wirken
Kablitz war ausgebildete Versicherungskauffrau und studierte Wirtschaftsrecht an der Fachhochschule Köln. Sie arbeitete als selbständige Fachwirtin für Finanzdienstleistungen sowie als Trainerin und Dozentin rund um Geld- und Wirtschaftsthemen auf der Grundlage der Österreichischen Schule der Volkswirtschaftslehre. Sie war Mitglied der Friedrich A. von Hayek-Gesellschaft und gründete 2012 den Hayek-Club für Krefeld und den Niederrhein. Sie lebte zuletzt in Tönisvorst.
Kablitz veröffentlichte Artikel in verschiedenen Online- und Printmedien, darunter eigentümlich frei, The European, Junge Freiheit und Wirtschaftswoche, und den Roman Bis zum letzten Atemzug.
Am 3. November 2013 wurde sie auf dem Bundesparteitag der PDV als Nachfolgerin von Norbert Geng zur Bundesvorsitzenden gewählt.
Am 9. November 2014 erklärte sie ihren Rücktritt von allen Parteiämtern und den gleichzeitigen Austritt aus der PDV, zusammen mit weiteren Mitgliedern des Bundesvorstands.
Sie war Eigentümerin des Verlags Juwelen – Der Verlag sowie Chefredakteurin des Online-Magazins Juwelen – Das Magazin.
Susanne Kablitz nahm sich am 11. Februar 2017  das Leben.

## Publikationen
- mit Christoph Braunschweig: Kluge Geldanlage in der Schuldenkrise – Austrian Investing. Books on Demand, Norderstedt 2014, ISBN 978-3-7357-2376-5.
- Bis zum letzten Atemzug.  Juwelen – Der Verlag, Tönisvorst 2015, ISBN 978-3-945822-09-8.
- mit Christoph Braunschweig: Der Freiheit verpflichtet. Das einzig wahre Menschenrecht ist das Recht, in Ruhe gelassen zu werden.  Juwelen – Der Verlag, Tönisvorst  2015, ISBN 978-3-945822-19-7
- Die Österreichische Schule der Nationalökonomie: Ein „amüsanter Ratgeber“ zu wirtschaftlichen und gesellschaftlichen Fehlentwicklungen.  Juwelen – Der Verlag, Tönisvorst 2016, ISBN 978-3-945822-42-5